# Litteraturåret 1926

## Priser och utmärkelser
- Nobelpriset – Grazia Deledda, Italien[1]
- De Nios Stora Pris – Hjalmar Bergman
- Gustaf Frödings stipendium – Vilhelm Ekelund
- Letterstedtska priset för översättningar – Elof Hellquist för hans tolkningar av Kallimachos hymner

## Nya böcker

### A – G
- Alberte och Jakob av Cora Sandel
- De förskingrades arv av Gustav Hedenvind-Eriksson
- Dollar, pjäs av Hjalmar Bergman
- Döden som läromästare, pjäs av Hjalmar Bergman
- En fejd, noveller av John Galsworthy

### H – N
- Hjärtats sånger av Pär Lagerkvist
- Jonas och Helen av Hjalmar Bergman
- Kriser och kransar, diktsamling av Birger Sjöberg[2].
- Kvinnans ställning i den ekonomiska samhällsutvecklingen av Aleksandra Kollontaj
- Mannen vid ratten, noveller av Gustaf Hellström
- Natten till söndag av Elin Wägner

### O – Ö
- Och solen har sin gång av Ernest Hemingway
- Soldatens lön av William Faulkner
- Ur minnet och dagboken av Ola Hansson
- Vandrare till intet av Rudolf Värnlund

## Födda
- 5 februari – Lars Huldén, finlandssvensk författare och översättare.
- 15 mars – Peter Shaffer, brittisk författare, dramatiker och manusförfattare.
- 24 mars – Dario Fo, italiensk dramatiker, regissör, och satiriker, nobelpristagare 1997.
- 27 mars – Frank O'Hara, amerikansk poet.
- 19 april – Sonja Åkesson, svensk författare och bildkonstnär.
- 26 april – Per Olof Ekström, svensk författare och journalist.
- 3 juni – Allen Ginsberg, amerikansk poet.
- 8 juni – Nine-Christine Jönsson, svensk författare, manusförfattare och skådespelare.
- 12 juli – Rune Nordin, svensk författare.
- 4 augusti – Bengt Lagerkvist, svensk regissör, manusförfattare och författare.
- 5 augusti – Per Wahlöö, svensk författare och journalist.
- 6 augusti – János Rózsás, ungersk författare.
- 4 september – Linnéa Fjällstedt, svensk författare.
- 2 oktober – Jan Morris, brittisk författare och journalist.
- 8 oktober – Lars Jansson, finlandssvensk författare och konstnär.
- 15 oktober – Evan Hunter, eg Salvatore Lombino, amerikansk författare, pseudonym Ed McBain.
- 25 oktober – Bo Carpelan, finlandssvensk författare, litteraturkritiker och översättare.
- 5 november – John Berger, brittisk författare, målare och konstteoretiker.
- 20 november – John Gardner, brittisk kriminalförfattare.
- 21 november – Odd Børretzen, norsk författare, illustratör, översättare och sångare.
- 25 november – Poul Anderson, amerikansk science fiction-författare.
- 22 december – Hans O. Granlid, svensk författare och litteraturvetare.
- 23 december – Robert Bly, amerikansk författare.
- 13 december – Rita Tornborg, författare och litteraturkritiker.

## Avlidna
- 15 september – Rudolf Eucken, 80, tysk filosof, nobelpristagare i litteratur 1908.
- 11 november – John Wahlborg, 56, svensk, författare, översättare och tidningsman.
- 14 november – Karl Nilsson, 92, svensk folkskollärare, författare, tecknare och målare.
- 12 december – Jean Richepin, 77, fransk författare och poet.

### Fotnoter
1. ↑  ”Nobelpriset i litteratur”. https://www.nobelprize.org/prizes/lists/all-nobel-prizes-in-literature/. Läst 20 mars 2011.
2. ↑  Hundra år i Sverige – 1926, Hans Dahlberg, Albert Bonniers förlag, 1999